# Аміші

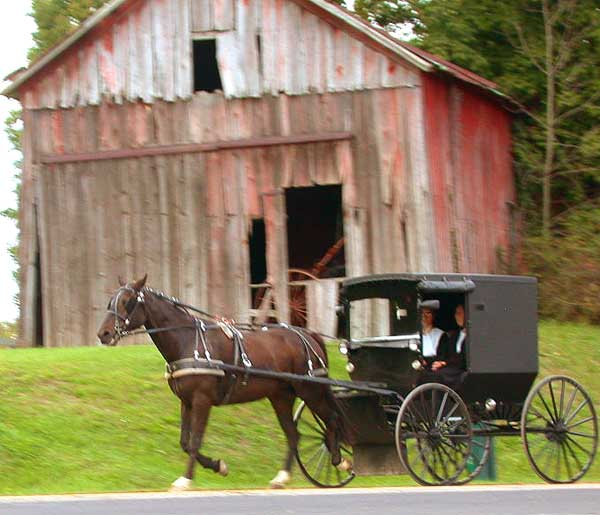
Візок амішів у штаті Огайо (США)

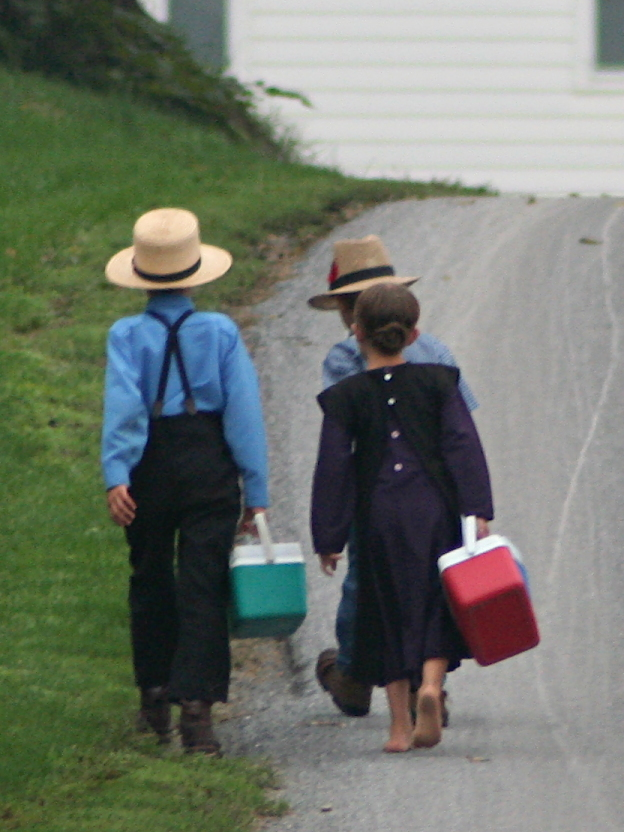
Діти амішів ідуть до школи

А́міші (англ. Amish [ˈɑːmɪʃ], нім. Amische, пенсил.-нім. Amisch) — меннонітська течія анабаптистичного походження. Християнська спільнота, засновником якої був — Якоб Амман, священик зі Швейцарії, що емігрував у Ельзас. Церковну доктрину амішів можна характеризувати як найконсервативніший варіант меннонітства (Див. Скромні люди).
Значна частина сучасних амішів (понад 200 тисяч) живе в США і Канаді. Найконсервативніші групи амішів США зберігають у побуті пенсильванську німецьку мову (серед англо-американців відому під назвою «пенсильванська голландська мова», Dutch).

Після тривалих і масштабних гонінь, яких аміші зазнавали на батьківщині за звичаї хрещення в дорослому віці та протистояння союзу церкви й держави, вони нарешті знайшли «тиху гавань» в Америці завдяки відомому квакеру Вільяму Пенну. Аміші неодноразово приймали мученицьку смерть на батьківщині від рук нетерпимих супротивників, часто їх саджали в мішки й топили в річках. Оскільки під загрозою виявилося саме життя амішів, вони масово переселилися в Пенсильванію на запрошення Вільяма Пенна у рамках його «святого експерименту» релігійної терпимості 1727 р.

Головна риса їхнього віровчення — це суворе дотримання Святого Письма. Первинне значення аміші надають тому, що міститься в Посланні апостола Павла до Римлян, тобто нормі про відокремлення церкви від держави.
Аміші — прихильники старого традиційного способу життя. Основна їхня частина відмовляється від будь-яких технічних засобів, що можуть пов'язувати їх із зовнішнім світом: електрики, водогону, центрального опалення, телефону тощо. Більшість із них носить одяг і головні убори певних кольорів і фасонів, їздить у старовинних візках, запряжених кіньми, використовує лише залізні колеса, орють землю кінним плугом. Діти й жінки амішів ходять босоніж у теплу пору. Їм заборонено служити в армії, фотографуватися, кермувати автомобілями й літати літаками, мати комп'ютери, телевізори, радіоприймачі, носити наручного годинника й обручки. Шлюби аміші укладають лише зі своїми одновірцями.
Спеціальних культових споруд більшість амішів не має, і моління проходять по черзі в будинках членів спільноти. Служби відбуваються що другу неділю. У неділі, коли служб немає (Неділя дружби), аміші відпочивають і відвідують друзів. Кожна аміська громада має двох проповідників. Єпископ і диякон служать у двох громадах, скликаючи в них служби Божі по черзі в різні неділі.
Чисельність амішів становить 200 тисяч, за етнічним походженням це здебільшого ельзасці. Усвідомлюючи свою приналежність до однієї спільноти, аміші, проте, розділені на різні групи. Найконсервативнішою є Меннонітська церква амішів старого ладу. У 1866 році в Індіані внаслідок руху за духовне пробудження амішів засновано Євангельську меннонітську церкву. У 1910 році створено Консервативну меннонітську конференцію. Її прихильники почали скликати служби Божі в спеціальних будинках зборів, організували недільні школи. Інша організація, що відокремилася — Аміська меннонітська церква Бичі — дозволила використовувати автомобілі, трактори й електрику. Ця ж організація веде й місіонерську діяльність, чого не практикують інші аміші.

## Опис

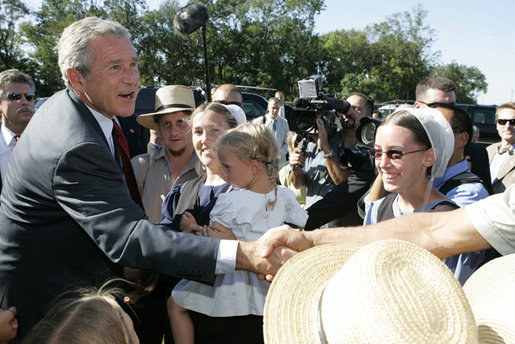
Джордж Буш-молодший на зустрічі з амішами

Аміші — меннонітський консервативний релігійний рух у США. Рух екопоселень зародився в 1860-х роках на Заході, хоча насправді в США вони існували ще з XVIII-го століття. Тоді зі Старого Світу до штату Пенсильванія перебралася група людей, які називали себе амішами. Назву вони дістали від імені свого наставника Якоба Аммана — людини, котра вибрала суворіше релігійне життя й відкинула протестантство. Аміші відмовлялися від будь-яких нововведень, від зброї, воліли жити лише своєю працею в закритих поселеннях, куди не міг прийти прогрес або «зовнішнє зло». Найбільше вони ненавидять електрику, бо вона приносить спокуси: комп'ютер, телевізор… До речі, райони, де вони проживають, називають «країною без дротів».
Аміші зберегли вигляд і побут XVII століття. Коли потрапляєш до них у поселення, складається враження, що потрапив до музею: жінки ходять у старовинних спідницях і чепчиках, чоловіки з бородою, у білих сорочках і штанях на підтяжках, а діти бігають у полотняних шортах, босоніж і в солом'яних брилях. У побуті немає майже нічого із зовнішнього світу. Тут усе роблять самі. Аміші ніколи не проявляють ініціативу спілкуватися з прибульцями, одначе вирізняються гостинністю: якщо в їхній будинок зайшов гість з іншого світу, вони все одно напоять його та нагодують. Контактують вони зазвичай лише зі своїми одновірцями. Наприклад, обмінюються крамом. Важливе місце в їхньому житті займає взаємодопомога. Допомога ближньому — свята справа. Одна з кардинальних заборон — це шлюби з неамішами. До речі, нині їхня кількість зростає дуже швидко внаслідок релігійної заборони контрацептивів, тривалого життя й мінімальної дитячої смертності.

## Історія виникнення й розвитку
Рух меннонітів-амішів походить від релігійного братства, що виникло в XVI столітті, відомого як швейцарські брати. Швейцарські брати були анабаптистами; їх також часто вважають частиною радикальної Реформації. Слово «анабаптисти» означає «знову хрещений» (тобто хрещений малим, але пізніше прийняв хрещення за вірою повторно, дорослим). Поява швейцарських братів походить від Фелікса Манца (1498—1527) та Конрада Гребеля (1498—1526), котрі відокремилися від реформата Ульріха Цвінглі (1484—1531).
Історія Церкви амішів почалася з розламу в групі швейцарських та ельзаських анабаптистів 1693 року на чолі з Якобом Амманом (1656—1730), прізвищем якого також називали самих амішів (або «менноніти-аміші»).
Я. Амман вважав, що менноніти, миролюбні анабаптисти Нижніх Земель та Німеччини, відхилилися від учення Менно Сімонса й «Дордрехтської конфесії віри» 1632 року. Амман був прихильником суворішої церковної дисципліни, враховуючи суворішу практику — соціальну ізоляцію відлучених членів.
Швейцарські анабаптисти, розсіяні через гоніння по всьому Ельзасі й Курпфальці, ніколи не застосовували суворе відлучення, як деякі анабаптисти Нижніх Земель. Амман же вважав, що з відлученими від церковної громади ніхто з решти членів не повинен спілкуватися до їхнього каяття та повернення.
Він наполягав на вживанні цієї практики навіть у подружніх узаєминах: поки відлучений чоловік не покається, не можна навіть споживати з ним їжі за одним столом. Такий суворий буквалізм у цьому питанні, як і в інших, викликав розлам серед меннонітів Південної Німеччини, Ельзасу та Швейцарії 1693 року й призвів до відходу послідовників Я. Аммана.

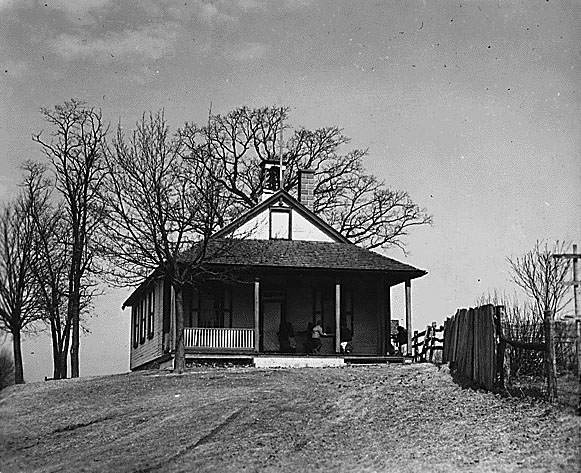
Амішська школа в окрузі Ланкастер, Пенсільванія, 1941 рік

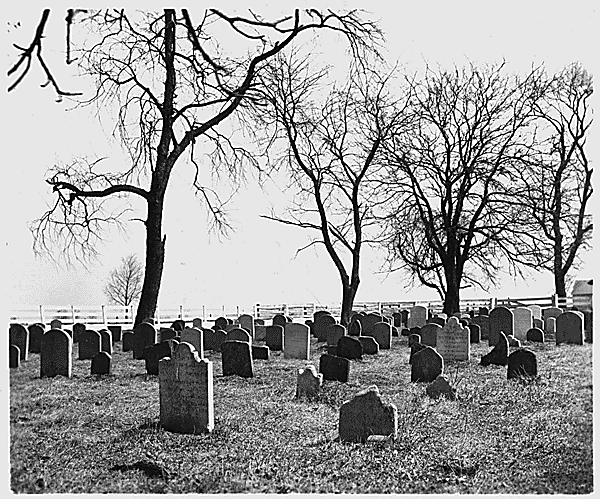
Старий амішський цвинтар у Ланкастері, Пенсільванія, 1941 рік

Відтоді швейцарський анабаптизм розвивався двома паралельними течіями. Послідовники Аммана стали відомі як аміші, або менноніти-аміші. Інші поступово сформували основу «Швейцарської меннонітської конференції». Через спільне походження та спадщину аміші та менноніти залишаються багато в чому подібними. Ті, хто полишає амішів, схильні приєднуватися до консервативних конгрегацій меннонітів.
Перші аміші походили здебільшого з трьох місць: німецькомовної частини Швейцарії, Ельзасу у Франції й німецького Курпфальцу. Можна сказати, що аміші є прямими спадкоємцями двох груп анабаптистів: «швейцарських братів» і голландських меннонітів. І тепер найконсервативніші їхні нащадки й далі розмовляють пенсильванським діалектом німецької мови, «пенсильванською німецькою» (англ. Pennsylvania Dutch). Швейцарський діалект німецької мови домінує в деяких спільнотах амішів старого обряду, особливо в штаті Індіана.
На початку XVIII століття багато амішів зазнали переслідувань од влади європейських країн. Так, король Людовик XIV 1712 року звелів вигнати з Франції усіх амішів, через що більшість їх розселилася в сусідніх країнах, а близько 300 осіб вирушили до Америки. Після наполеонівських воєн еміграція амішів посилилася. Основна еміграція амішів з Європи до Північної Америки тривала з 1727 по 1865 рік. З 1815 по 1865 рік у штати Пенсільванія, Огайо, Іллінойс, Індіана, Нью-Йорк і Айова, а також у Канаду (провінція Онтаріо), переїхали близько 3 тис. осіб.
Міграція амішів-меннонітів у Пенсильванію почалася у XVIII столітті й була частиною великої хвилі еміграції з Палатинату (Пфальцу) й сусідніх регіонів. Ця еміграція була реакцією на релігійні війни, злидні й релігійні переслідування в континентальній Європі. Перші емігранти-аміші прибули в округ Беркс штату Пенсільванія, але згодом через земельні питання і з міркувань безпеки під час Франко-індіанської війни (1755—1763) переселилися звідти в інші місця. Багато з часом осіло в окрузі Ланкастер штату Пенсильванія. Інші групи амішів пізніше знайшли собі нове місце проживання в штатах Алабама, Делавер, Іллінойс, Айова, Канзас, Кентуккі, Мічиган, Міннесота, Міссісіпі, Міссурі, Небраска, Нью-Йорк, Огайо, Меріленд, Теннессі, Вісконсин, Мен, а також у канадській провінції Онтаріо.
Надалі Церква амішів багаторазово поділялася через суперечки про питання релігійної доктрини. Так, у 1865 році відбувся великий з'їзд амішів Пенсильванії, Індіани й Огайо, наслідком якого став остаточний їх поділ на амішів старого обряду й «меннонітських» амішів. Другі згодом майже цілковито злилися з Меннонітською церквою та іншими консервативними меннонітськими групами.
Конгрегації амішів, що залишилися в Європі, поступово злилися з меннонітами. Останньою з них була амішська конгрегація Іксгайма (нім. Ixheim — району міста Цвайбрюккен (земля Рейнланд-Пфальц, Німеччина), що об'єдналася з сусідньою меннонітською церквою 1937 року. Деякі з меннонітських громад, разом із їх більшістю в Ельзасі, виникли з колишніх громад амішів.
Більшість спільнот амішів, що постали в Північній Америці, зрештою не зберегли своєї релігійної ідентичності. Первісна втрата ідентичності відбулася внаслідок великого поділу серед амішів у 1860-х роках. Протягом цього десятиліття в окрузі Вейн штату Огайо організовували «Пастирську конференцію» (нім. Dienerversammlungen) на тему, як бути амішами під тиском сучасного суспільства. Зустріч була прогресивною ідеєю; для єпископів зібратися й обговорити питання, досягти єдності поглядів було безпрецедентною пропозицією в історії Церкви амішів. На перших декількох зустрічах традиційніше налаштовані єпископи узгоджено бойкотували конференцію. Прогресивніші учасники, що становлять приблизно дві третини від усієї групи, зберегли за собою назву «менноніти-аміші». Багато-хто з них згодом об'єднався з меннонітською церквою та іншими деномінаціями меннонітів — особливо на початку XX століття. 
Аміші ж традиціоналісти стали попередниками двох груп: амішів старого обряду, які сформувалися в останній третині 19-го століття, та утвореної в 1910 році Консервативної меннонітської конференції. Консервативна меннонітська конференція об'єднала тих амішів, які були за використання спеціальних будинків для зборів, за місіонерську діяльність, соціальні служби та недільні школи. Аміші ж старого обряду продовжували скликати богослужіння в приватних помешканнях пенсильванським діалектом німецької мови та відкидали будь-які інновації як у релігії, так і в побуті.

## Віровчення, релігійна практика та обряди
Віровчення амішів ґрунтується на певному, досить буквальному й суворому, тлумаченні Біблії. Аміші очікують Другого Пришестя Ісуса Христа і Його тисячолітнього царювання («хіліазм»). Засади віровчення амішів укладено в «Декларації засад нашої спільної християнської віри» (1632). Членство в Церкві амішів починається з Хрещення за вірою (кредобаптизму), яке зазвичай відбувається у віці від 16 до 25 років. Усвідомлене хрещення за вірою в амішів — це також доконечна умова для вступу в шлюб, і після того, як людина долучається до церкви, вона може побратися тільки з одновірцями. Більшість амішів не будують храмів та інших сакральних споруд; збори та служби Божі скликають удома у членів конгрегації (місцевої громади) по черзі.
Місцева релігійна організація амішів називається конгрегацією і зазвичай складається з 20-40 сімей, що живуть неподалік один від одного, часто сусідячи. Конгрегацію очолює єпископ, або «повний служитель» (нім. völliger Diener), разом із кількома священиками й дияконами.
За правилами амішів, у кожної конгрегації має бути принаймні один «повний служитель», який є також головою громади, 2 служителі й диякон. Їх обирають довічно голосуванням усіх членів громади й вони не користуються жодними привілеями. Але лідери різних громад іноді збираються розв'язати різні питання та укласти угоди між громадами.
Більшість громад амішів старого обряду не будують храмів. Службу Божу скликають що другої неділі в будинку одного з членів громади по черзі. Здебільшого служба Божа в амішів триває близько 4 годин, містить спів гімнів і проповіді. У решту часу практиковано індивідуальну внутрішню молитву. Грішник сповідується перед усією громадою.
Аміші, як і інші анабаптисти, не допускають хрещення немовлят, а визнають тільки свідомо прийняте хрещення за вірою, що означає вступ у члени Церкви амішів і прийняття на себе дуже серйозних зобов'язань перед Богом і громадою. Тих, хто хрестився, а потім залишив церкву, будуть уникати члени всієї колишньої конгрегації і навіть власні сім'ї, а нехрещені такого не зазнають.

## Спосіб життя й культура
Сім'ї та громади амішів зазвичай дуже консервативні й намагаються зберегти традиційніший спосіб життя, архаїчніші взаємини в сім'ї, ніж навколо. Шлюби аміші допускають тільки з іншими амішами. Сім'ї, як правило, багатодітні. Літнім і хворим членам громади намагаються допомагати своїми силами, не беручи соціального забезпечення від держави або інших зовнішніх організацій. Аміші старого обряду також відомі своїм неприйняттям низки сучасних технологій.
Правил Церкви, або «орднунґу» (нім. Ordnung), повинен суворо дотримуватися кожен її член. Ці правила торкаються більшості аспектів повсякденного життя й містять заборони або обмеження вживання мережевої електрики, телефонів і автомобілів, приписи щодо одягу. Багато членів Церкви амішів також не сприймають купівлі страховок або отримання допомоги від держави (наприклад, соціального страхування в США). Як і багато інших анабаптистів, аміші практикують непротивлення злу насильством і відмовляються від будь-якої військової служби. Членів церкви, що не дотримуються цих правил (не виправдовують сподівань) і тим самим не можуть бути приведені до покаяння, відлучають від церкви. Крім відлучення, практикується «уникання» англ. shunning — практика обмеження соціальних контактів із «заблукалими», щоб присоромити їх і спонукати повернутися в лоно церкви. У підліткові роки (звані в деяких громадах «румспрінґа» або «окольництво») до неблагочестивої поведінки, за яку дорослого, що остаточно навернувся до віри амішів, почали б уникати, можуть ставитися з певною мірою терпимості.

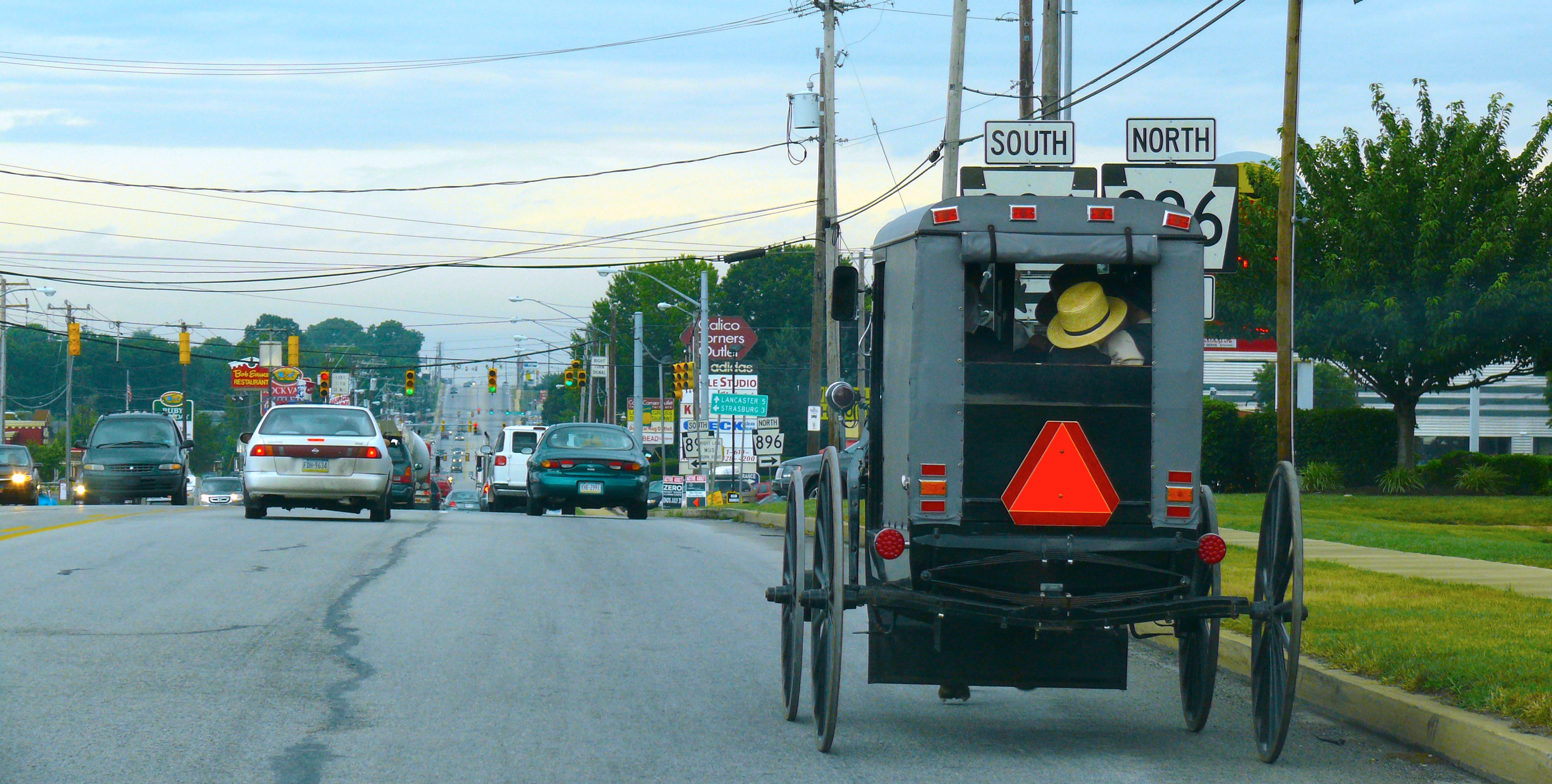
Традиційний візок амішів

Аміші не прагнуть дати своїм дітям більшу освіту, ніж обов'язкові вісім класів середньої школи, вважаючи, що й цих базових знань цілком досить, щоб підготуватися до життя аміша. Діти амішів часто, дотримуючись традицій своєї віри, з ранніх років учаться працювати вдома, або на сімейній фермі, або на громадській землі. Дітей виховують у традиціях своїх батьків або близьких родичів до підліткового віку, коли, під час окольництва, їм дають змогу подивитися світ і порівняти з тим, чого їх учили в сім'ї.
Аміші — непротивленці, нечасто захищають себе фізично чи навіть у суді; під час війни вони набувають статусу «відмовників за ідейними міркуваннями» (англ. conscientious objectors) — людей, що з ідейних міркувань відмовляються проходити військову службу.
Аміші покладаються на підтримку своєї церкви та громади й таким чином відкидають концепцію страхування. Як приклад надання такої підтримки можна навести спільне будівництво стаєнь, корівників та інших сільськогосподарських будівель, коли на роботу збирається вся громада, щоб звести будову за один день. Також узвичаєно збиратися на свята разом із родиною та друзями.
У 1961 році Служба внутрішніх доходів США визнала, що, коли аміші з релігійних міркувань не користуються благами соціального страхування (і взагалі соціального забезпечення), вони не зобов'язані платити відповідні податки, а 1965 року це правило кодифіковано в законодавстві.

## Аміші в Україні
На території України є невеликі громади амішів у м. Черкаси, Тернопільській та Івано-Франківській областях. Одним із місць їхнього проживання є село Будзин на Івано-Франківщині, а також безіменна, незареєстрована громада неподалік Будзина в селах Космирин, Стінка та Сновидів Бучацького району Тернопільської області, яких сільські місцеві мешканці прозивають «кашкетниками». Українські аміші живуть без електрики — готують їсти в печі та перуть у водоймах. Також не беруть участі у виборах, мало хто з них стежить за соціально-політичними подіями України. У сім'ях здебільшого від 7 до 15 дітей, тому їхня чисельність стрімко зростає.

## Аміші в мистецтві
У громаді амішів відбувається більшість подій фільму Пітера Віра «Свідок». У стрічці акцентовано увагу на простоті життя цієї релігійної групи, яку протиставлено життю в американському місті з його корумпованістю, жорстокістю, насильством.